# Anisodactylus porosus
Anisodactylus porosus es una especie de escarabajo de tierra del género Anisodactylus, categorizada en la tribu Harpalini, de la subfamilia Harpalinae.

## Distribución
Se distribuye por América del Norte: Estados Unidos y Canadá.

## Taxonomía
Fue descrita por Motschulsky en 1845.
Tratamiento taxonómico
La especie aparece registrada y publicada en Observations sur le Musée entomologique de l'Université Impériale de Moscou. 1er article. -. Bulletin de la Société Impériale des Naturalistes de Moscou, 18 (4): 332-388, pls. 5-7. (Moscou). (1845)